# Saint-Didier-sur-Chalaronne
Saint-Didier-sur-Chalaronne este o comună în departamentul Ain din estul Franței.